# Condado de Hemphill
O condado de Hemphill é um dos 254 condados do estado norte-americano do Texas. A sede do condado é Canadian, e sua maior cidade é Canadian.
O condado possui uma área de 2 362 km² (dos quais 6 km² estão cobertos por água), uma população de 3 351 habitantes, e uma densidade populacional de 1,4 hab/km² (segundo o censo nacional de 2000).
O condado foi criado em 1876.